# Psychotria costivenia
Psychotria costivenia är en måreväxtart som beskrevs av August Heinrich Rudolf Grisebach. Psychotria costivenia ingår i släktet Psychotria och familjen måreväxter.

## Underarter
Arten delas in i följande underarter:
- P. c. altorum
- P. c. costivenia